# カユガ郡 (ニューヨーク州)
カユガ郡（英: Cayuga County）は、アメリカ合衆国ニューヨーク州にある郡。人口は7万6248人（2020年） 。郡庁所在地はオーバーンであり、同郡で人口最大の都市である。郡名はイロコイ連邦に属したインディアン部族の名から採られた。

## 歴史
1683年にニューヨーク植民地で郡が作られたとき、現在のカユガ郡地域はオールバニ郡に属していた。これは巨大な郡であり、ニューヨーク州北部とバーモント州の全てを含んでおり、さらに理論的には西の太平洋岸まで広がっていた。1766年7月3日に、カンバーランド郡を分離し、1770年3月16日にグロスター郡を分離したが、どちらも現在はバーモント州に含まれている。
1772年3月12日、オールバニ郡の残りが3つに分割され、1つはオールバニ郡の名前で残った。1つは西部に作られたトライアン郡だった。トライアン郡の東部境界は現在のスケネクタディ市の西約5マイル (8 km) にあり、アディロンダック山地の西側と、デラウェア川西支流より西の領域を含んでいた。トライオン郡に指定された地域には現在のニューヨーク州37郡が入っている。ニューヨーク植民地総督のウィリアム・トライアンに因んで名付けられた。
1776年に先立つ年に、トライアン郡のロイヤリストは大半がカナダに逃亡した。1784年、アメリカ独立戦争を終わらせた条約締結に続いて、トライアン郡はモンゴメリー郡に改名された。これは独立戦争時の将軍リチャード・モントゴメリーに因む命名だった。モントゴメリーはカナダで数か所を占領した後、ケベック市攻略中に戦死した。憎まれたイギリスの総督に代わる命名だった。
1789年、モンゴメリー郡からオンタリオ郡が分離した。このときのオンタリオ郡は現在の領域よりもかなり広かった。現在のアリゲイニー郡、カタラウガス郡、シャトークア郡、エリー郡、ジェネシー郡、モンロー郡、ナイアガラ郡、オーリンズ郡、スチューベン郡、ワイオミング郡、イェーツ郡の全体と、スカイラー郡、ウェイン郡の一部が含まれていた。
1791年、モンゴメリー郡からハーキマー郡が、オチゴ郡やタイオガ郡と共に分離した。
1794年、ハーキマー郡を分割してオノンダガ郡が設立された。
1799年、オノンダガ郡を分割してカユガ郡が設立された。当時のカユガ郡には現在のセネカ郡とトンプキンス郡、さらにスカイラー郡の一部が含まれていた。
1804年、セネカ郡がカユガ郡から分離して設立された。1817年4月7日、セネカ郡とカユガ郡の一部を併せてトンプキンス郡が設立された。
1887年、ハリエット・タブマンが養女と2番目の夫と共にオーバーンを訪れたことがあった。

## 地理
カユガ郡ははニューヨーク州の中央部西にあり、フィンガーレイクス地域に入っている。郡中央にオワスコ湖があり、カユガ湖が西部境界になっている。北はオンタリオ湖であり、スカネアトレス湖とクロス湖が東部境界を形成している。大西洋に接していない郡として、州内で最もウォーターフロントが長い。
アメリカ合衆国国勢調査局に拠れば、郡域全面積は864平方マイル (2,237.7 km2)であり、このうち陸地693平方マイル (1,794.9 km2)、水域は170平方マイル (440.3 km2)で水域率は19.74%である。

### 主要高規格道路
- 州間高速道路90号線（ニューヨーク州スルーウェイ）
- アメリカ国道20号線
- ニューヨーク州道3号線
- ニューヨーク州道5号線
- ニューヨーク州道31号線
- ニューヨーク州道34号線
- ニューヨーク州道38号線
- ニューヨーク州道90号線
- ニューヨーク州道104号線

### 隣接する郡
- オスウェゴ郡 - 北東
- オノンダガ郡 - 東
- コートランド郡 - 南東
- トンプキンス郡 - 南
- セネカ郡 - 西
- ウェイン郡 - 西

### 国立保護地域
- モンテズマ国立野生生物保護区（部分）

## 郡政府と政治
カユガ郡は国政選挙で接戦郡と見なされている。2000年アメリカ合衆国大統領選挙では、民主党のアル・ゴアが郡投票総数の50%、ジョージ・W・ブッシュが44%だった。2004年では、ブッシュが49.22%、民主党のジョン・ケリーが48.64%と僅か0.58%差の接戦だった。2006年の州知事選挙では民主党のエリオット・スピッツァーが、また同年のアメリカ合衆国上院議員選挙では民主党のヒラリー・クリントンが共に60%以上の支持を得て当選した。2008年では、民主党のバラク・オバマが53%、共和党のジョン・マケインが45%の支持率だった。2010年州知事選挙では、民主党のアンドリュー・クオモが共和党のカール・パラディーノに対して53%対40%で郡を制した。緑の党の候補者ハウィー・ホーキンスが3%を取った。やはり2010年のアメリカ合衆国上院議員選挙では、民主党のキルステン・ジルブランドが54%、同じく民主党のチャック・シューマーが61%の支持を得て郡を制した。
カユガ郡議会は15人の議員で構成され、議員は小選挙区から選出されている。

## 人口動態
以下は2000年国勢調査による人口統計データである。
| 基礎データ - 人口: 81,963 人 - 世帯数: 30,558 世帯 - 家族数: 20,840 家族 - 人口密度: 46人/km2（118人/mi2） - 住居数: 35,477 軒 - 住居密度: 20軒/km2（51軒/mi2） 人種別人口構成 - 白人: 93.34% - アフリカン・アメリカン: 3.99% - ネイティブ・アメリカン: 0.31% - アジア人: 0.42% - 太平洋諸島系: 0.02% - その他の人種: 0.88% - 混血: 1.03% - ヒスパニック・ラテン系: 1.97% 先祖による構成 - アイルランド系：16.3% - イギリス系：16.0% - イタリア系：15.7% - ドイツ系：11.3% - アメリカ人：9.5% - ポーランド系：6.3% 言語による構成 - 英語：94.9% - スペイン語：2.0% - イタリア語：1.0% 年齢別人口構成 - 18歳未満: 25.1% - 18-24歳: 8.2% - 25-44歳: 29.7% - 45-64歳: 22.6% - 65歳以上: 14.4% - 年齢の中央値: 37歳 - 性比（女性100人あたり男性の人口） - 総人口: 102.2 - 18歳以上: 101.8 | 世帯と家族（対世帯数） - 18歳未満の子供がいる: 32.6% - 結婚・同居している夫婦: 52.0% - 未婚・離婚・死別女性が世帯主: 11.0% - 非家族世帯: 31.8% - 単身世帯: 26.2% - 65歳以上の老人1人暮らし: 11.9% - 平均構成人数 - 世帯: 2.53人 - 家族: 3.04人 収入と家計 - 収入の中央値 - 世帯: 37,487米ドル - 家族: 44,973米ドル - 性別 - 男性: 33,356米ドル - 女性: 23,919米ドル - 人口1人あたり収入: 18,003米ドル - 貧困線以下 - 対人口: 11.1% - 対家族数: 7.8% - 18歳未満: 14.9% - 65歳以上: 8.2% |

## 町と村
| - オーバーン市 - 郡庁所在地 - オーレリアス町 - オーロラ村 - ブルータス町 - カトー町 - カトー村 - コンケスト町 - フレミング町 - ジェノア町 - アイラ町 | - レディアード町 - ロック町 - メンツ町 - メリディアン村 - モンテズマ町 - モラビア町 - モラビア村 - ナイルズ町 - オワスコ町 - シピオ町 | - センプロニウス町 - セネット町 - スプリングポート町 - スターリング町 - サマーヒル町 - スループ町 - ユニオンスプリングス村 - ベニス町 - ビクトリー町 |